# Vandalia (Míchigan)
Vandalia es una villa ubicada en el condado de Cass en el estado estadounidense de Míchigan. En el Censo de 2010 tenía una población de 301 habitantes y una densidad poblacional de 117,51 personas por km².

## Geografía
Vandalia se encuentra ubicada en las coordenadas 41°55′22″N 85°54′56″O / 41.92278, -85.91556. Según la Oficina del Censo de los Estados Unidos, Vandalia tiene una superficie total de 2.56 km², de la cual 2.56 km² corresponden a tierra firme y (0.1%) 0 km² es agua.

## Demografía
Según el censo de 2010, había 301 personas residiendo en Vandalia. La densidad de población era de 117,51 hab./km². De los 301 habitantes, Vandalia estaba compuesto por el 41.53% blancos, el 42.19% eran afroamericanos, el 0.33% eran amerindios, el 7.64% eran asiáticos, el 0% eran isleños del Pacífico, el 1.66% eran de otras razas y el 6.64% pertenecían a dos o más razas. Del total de la población el 1.66% eran hispanos o latinos de cualquier raza.